# Meteorologiåret 2000

## Händelser

### Januari
- 16 januari – I Kirkja, Färöarna uppmäts temperaturen + 14.0 °C, vilket blir Färöarnas högst uppmätta temperatur för månaden[1].
- 16-17 januari – En snöstorm i Södra Norrland, Sverige orsakar strömavbrott i drygt 4 000 hushåll, fjällvägarna måste stängas.[2]
- 21 januari - De senaste 100 åren har temperaturen vid jordens markyta stigit i snitt med 0.3 °C, enligt FN:s klimatpanel kommer den globala temperaturen öka med 1-3.5 °C fram till år 2100, främst på nordliga breddgrader.[2]

### Februari
- 21 februari - Cyklonen Eline drar fram över Moçambique och orsakar stora skador runt Maputo, där samtidigt de värsta skyfallen på 40 år orsakat översvämningar. Cirka 600 000 personer blir hemlösa, och FN vädjar om katastrofhjälp. Vattenmassorna sliter upp landminorna från inbördeskriget som slutade 1992.[2]
- 29 februari – Tidig vår kommer till Twin Cities i Minnesota, USA[3].

### Mars
- 20 mars – Hela + 18.6 °C uppmäts i Oskarshamn, Sverige sin varmaste marsdag sedan 1892.[2]
- 28 mars – Vindarna blåser i 106 kilimeter i timmen i Québec, Kanada och dödar en person samt förstör ett tak på en stor byggnad[4]
- 30 mars – Med + 12.2 °C upplever Piteå, Sverige sin varmaste marsdag sedan 1892.[2]

### April
- April
  - 143 millimeter nederbörd faller över England och Wales i Storbritannien vilket innebär nytt brittiskt rekord för månaden[5].
  - Köpenhamn, Danmark upplever sin varmaste aprilmånad någonsin[6].
- 6-11 april – Ett högtryck ger solsken i stora delar av Sverige, men nätterna är ändå kalla.[2]
- 13 april - Ungern drabbas av sina värsta översvämningar på över 100 år, då stora områden längsdmed floden Tisza helt täcks av vatten och hotar hundratals hem. Översvämningsvågen är en kombination av snösmältning och kraftiga vårregn.[2]
- 28 april – I Sverige sätts lokala värmerekord för månaden i Göteborg och Visby med + 28,5 °C respektive 25,2 °C.[2]
- 29 april – I Sarpsborg, Norge noteras norskt värmerekord för månaden med + 27,0 °C[7].

### Maj
- 9 maj – Med + 25 °C uppnås gränsen för högsommarvärme i Götaland, Sverige.[2]

### Juni
- Juni-augusti - Sverige upplever en regnig sommar. Södra Sverige upplever dock två värmeböljor i juni, den 9-10 och 22,[förtydliga] och norra Sverige den 29-30 juni.[2]
- 19 juni – För första gången rapporteras åskväder över Barrow i Alaska, USA[8].
- 29 juni – Hela + 30 °C uppmäts i Haparanda, Sverige.[2]
- 30 juni – Nordöstra Norrland i Sverige upplever en tropisk natt, det vill säga då temperaturen inte understiger + 20 °C.[2]

### Juli
- Juli
  - Södra Norrland i Sverige drabbas av översvämningar[9].
  - 238 millimeter nederbördsmängd faller över Suttarboda, Sverige vilket innebär månadsnederbördsrekord för Närke[10].
  - En månadsmängd på 268 millimeter nederbörd uppmäts i Högsvedjan, Sverige[11].
- 3 juli - Rekordvärme i Mellanöstern leder till flera dödsfall. I sydvästra Iran har som högst temperaturer på + 63 °C uppmäts.[2]
- 7 juli
  - En hetta i sydöstra Europa har krävt minst 70 dödsoffer. Kroatien tillhör de värst drabbade, med problem med vattenförsörjningen i delar av  Dalmatien.[2]
  - Regn i Twin Cities i Minnesota, USA lamslår tunnelbanan[12].
- 10 juli - Efter flera dagars regn i Manila, Filippinerna kollapsar en soptipp, med en närliggande kåkstad, utanför staden och minst 85 personer dödas.[2]
- 19 juli - Sommaregn i Sverige har lett till att älvarna Voxnan, Ljusnan, Ljungan, Indalsälven och Ångermanälven stiger i alarmerande takt.[2]
- 20 juli - Vattenmassorna i Norrland fortsätter forsa fram. Ett hus i Södra Gullgård glider ner i Alderängsån. Tillfartsvägarna till Ånge skärs av och den norrgående tågtrafiken stoppas.[2]
- 21 juli – En Davis Cup-match i tennis i Båstad, Sverige måste avbrytas på grund av regnet.[2]
- 25 juli – En F4-tornado härjar i Minnesota, USA[12].
- 28 juli - Lokala myndigheter i Norrland blåser faran över medan Sveriges statsminister meddelar att svenska staten ställer 100 miljoner svenska kronor till förfogande efter översvämningarnas vattenskador.[2]

### Augusti
- Augusti – Tre dagars brittsommar råder i Stockholm, Sverige vid månadens slut.[2]
- 10 augusti - Över fem miljoner personer har förlorat sina hem under översvämningar i östra Indien, som drabbar delstaterna Assam, Bihar och Västbengalen. Isolerade bybor är fast på vägar och vallar, och vissa sover under bar himmel. Resursbristen gör att myndigheterna bara kan dela ut plastskynken som skydd. Nepal, Bhutan och Bangladesh drabbas också.[2]
- 19 augusti – Brittiska forskare rapporterar att man helt oväntat hittat öppet vatten vid Nordpolen, vilket man ser som ett dramatiskt bevis för växthuseffekten. Satellitstudier har dock tidigare visat att Nordpolens istäcke krympt med 40 % på 50 år.[2]

### September
- September - Södra Sverige upplever en torr septembermånad[13].
- 19 september - Över fyra miljoner människor längsmed Mekongfloden i Sydostasien drabbas av de värsta översvämningar på årtionden. Flera huvudvägar i flodens delta skärs av, och stora landområden blir till sjöar.[2]

### Oktober
- Oktober
  - Med medeltemperaturen +12.7° Utklippan uppmäts det högsta medelvärdet någonsin för oktober månad i Sverige.[14]
  - 176 millimeter nederbörd faller över Karlstad, Sverige och därmed slås 1935 års rekord med 10 millimeter. Bara en köldknäpp vid månadens slut stoppar nytt värmerekord.[15][förtydliga]
- Oktober-november - Höstflöde orsakar översvämningar i Dalarna och Värmland, Sverige[16].
- 7 oktober - Häftiga skyfall i Bangladesh ställer ett område med över 3 miljoner invånare under vatten, 200 000 personer söker skydd i kustdistriktet Sathkira. När en fördämning brister måste ytterligare 40 byar söka skydd.[15]
- 19 oktober – Minnesota, USA upplever sin varmaste 19 oktober någonsin[17].
- 31 oktober - Höststormar, många med orkanstyrka, rasar i nästan hela Europa.[15]

### November
- November – En mängd på 292 nederbörd faller över Östmark-Röjdåsen, Sverige vilket innebär svenskt månadsnederbörd för månaden[18] samt det den största mängd som uppmätts i Värmland[19].
- 1 november – En tornado härjar Minnesota, USA[20].
- 10 november - I Sverige är vattennivån i Dalsland och Värmland rekordhög, vilket stämmer överens med växthuseffektens blidare väder och ökade nederbörd.[15]
- 19 november - Vattennivån i Arvika, Sverige stiger till 47:96 centimeter över det normala, och två centimeter högre än under gårdagen.[15]
- 21 november - Ön Takuu i Söderhavet, med 400 invånare, hotas inom fem års tid av dränkning då isen vid Nord- och Sydpolen smälter.[15]
- 22 november
  - Ett äldreboende i Arvika evakueras under översvämningarna.[15]
  - Kylan i Sverige förpassas återigen tillbaka till nordligaste Lappland.[15]
- 23 november - Skyddsvallarna som håller tillbaka vattenmassorna från Arvika är nära på att brista. Räddningstjänsten vill dock inte tala om katastrofområde.[15]

### December
- December - Norrland i Sverige upplever en mycket mild decembermånad[21].
- 28 december- Omfattande snöfall i södra Sverige på menlösa barns dag skapar problem i elförsörjningen och lamslår trafiken.[15]

## Avlidna
- 22 april – Arnt Eliassen, norsk meteorolog.
- 26 november – James Murdoch Austin, nyzeeländsk-amerikansk meteorolog.
- 22 december – Norm Sebastian, amerikansk meteorolog.

### Fotnoter
1. ↑  DMI
2. 1 2 3 4 5 6 7 8 9 10 11 12 13 14 15 16 17 18 19 20 21 22 23   När Var Hur 2000. Forum
3. ↑  ”Arkiverade kopian”. Arkiverad från originalet den 26 juli 2010. https://web.archive.org/web/20100726102650/http://www.climate.umn.edu/pdf/day_in_weather_history/february_wx_history.pdf. Läst 16 februari 2011.
4. ↑  ”Dan, Dan the Weatherman's Canadian Weather Trivia Page”. Arkiverad från originalet den 9 september 2013. https://web.archive.org/web/20130909001246/http://www.dandantheweatherman.com/cantriv.html. Läst 8 mars 2013.
5. ↑  Met Office
6. ↑  DMI[död länk]
7. ↑  MET
8. ↑  ”Arkiverade kopian”. Arkiverad från originalet den 26 juli 2010. https://web.archive.org/web/20100726102347/http://www.climate.umn.edu/pdf/day_in_weather_history/june_wx_history.pdf. Läst 16 februari 2011.
9. ↑  SMHI
10. ↑  SMHI
11. ↑  SMHI
12. 1 2  ”Arkiverade kopian”. Arkiverad från originalet den 21 juli 2010. https://web.archive.org/web/20100721153842/http://climate.umn.edu/pdf/day_in_weather_history/july_wx_history.pdf. Läst 16 februari 2011.
13. ↑  SMHI Arkiverad 14 juni 2015 hämtat från the Wayback Machine.
14. ↑  SMHI Arkiverad 14 juni 2015 hämtat från the Wayback Machine.
15. 1 2 3 4 5 6 7 8 9 10   När Var Hur 2002. DN
16. ↑  SMHI
17. ↑  ”Arkiverade kopian”. Arkiverad från originalet den 26 juli 2010. https://web.archive.org/web/20100726102332/http://www.climate.umn.edu/pdf/day_in_weather_history/october_wx_history.pdf. Läst 16 februari 2011.
18. ↑  SMHI Arkiverad 26 augusti 2010 hämtat från the Wayback Machine.
19. ↑  SMHI
20. ↑  ”Arkiverade kopian”. Arkiverad från originalet den 16 juli 2010. https://web.archive.org/web/20100716104924/http://www.climate.umn.edu/pdf/day_in_weather_history/november_wx_history.pdf. Läst 16 februari 2011.
21. ↑  SMHI Arkiverad 14 juni 2015 hämtat från the Wayback Machine.